# Цапфа

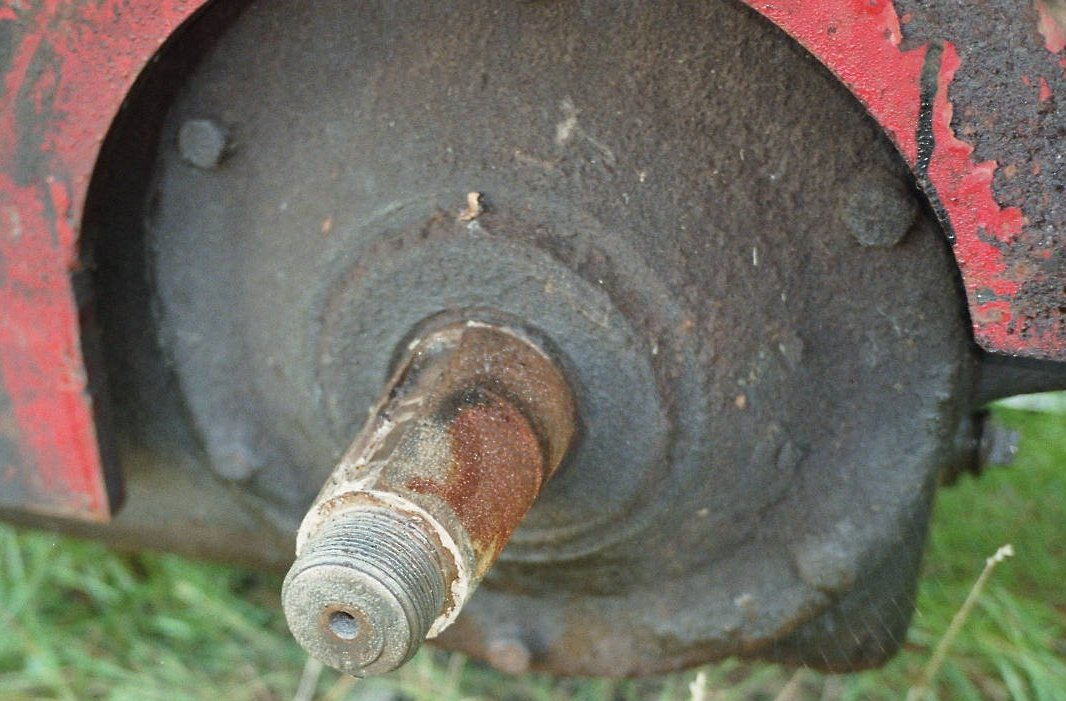
Цапфа конічного типу з різзю на кінці

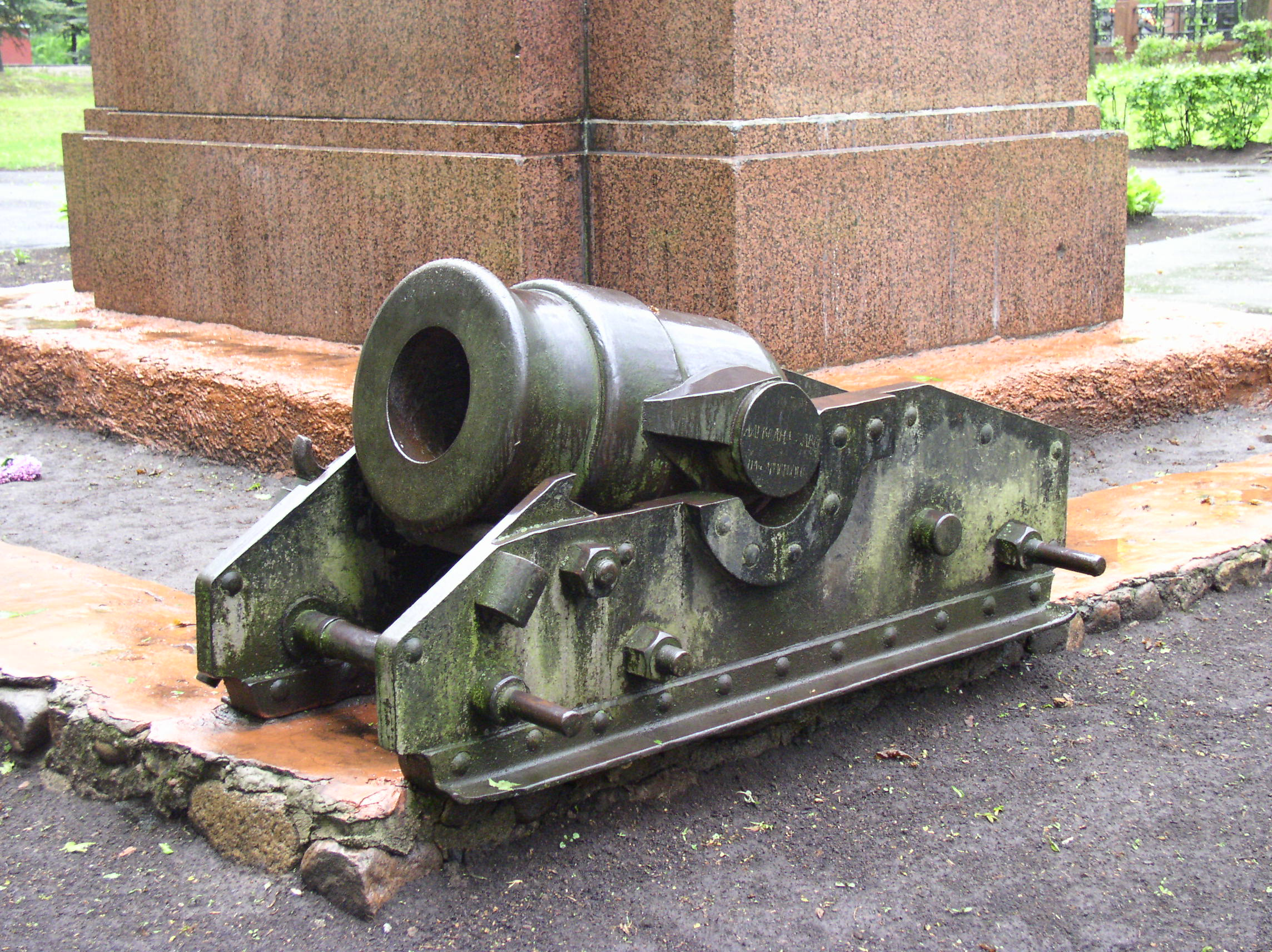
Цапфа мортири. Монумент героям Вітчизняної війни 1812 р., Вітебськ, Білорусь

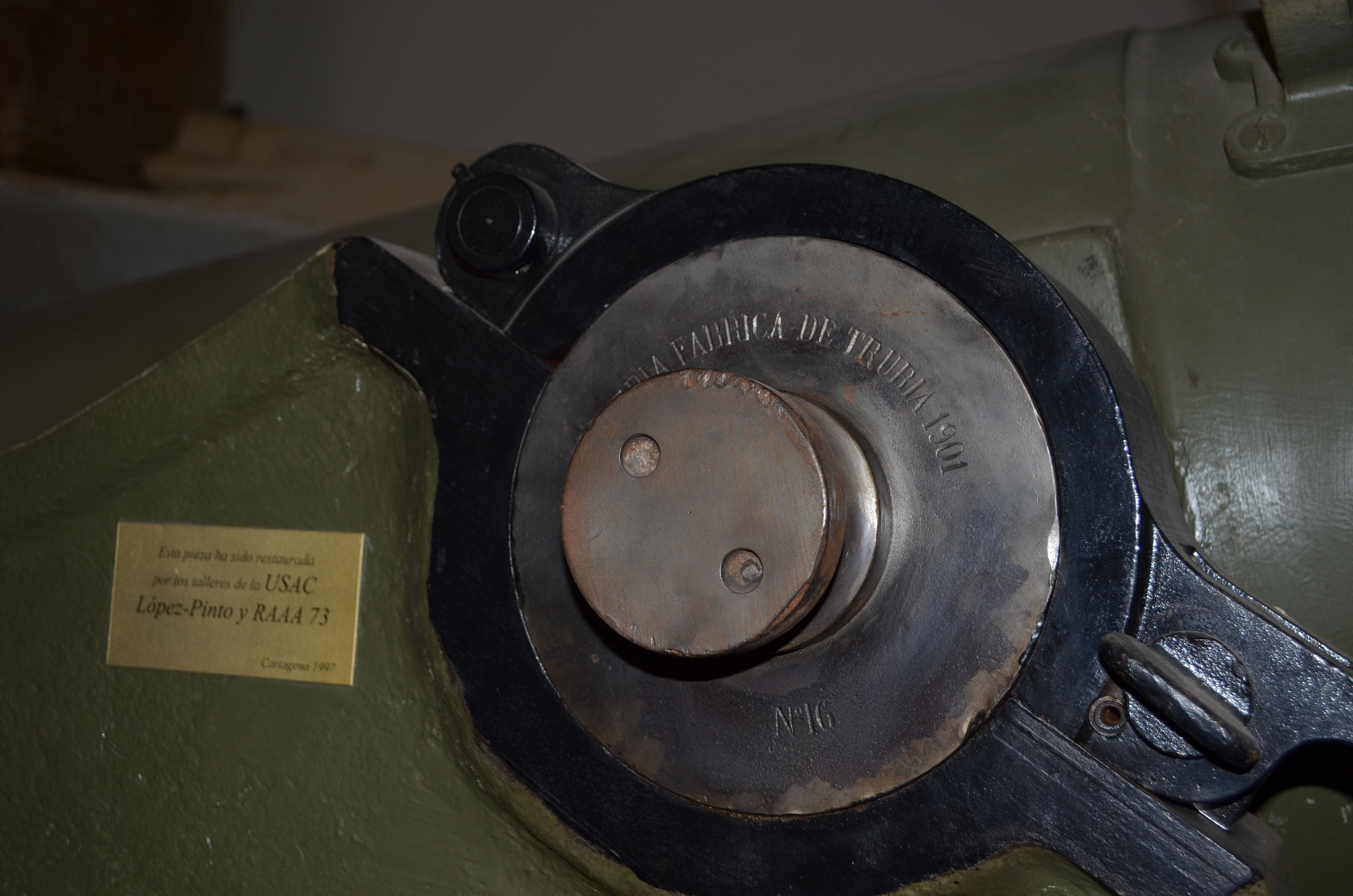
Цапфа гармати. 1901 р.

Ца́пфа (нім. Zapfen, досл. «палець», «чіп»)  — частина вала або осі (зазвичай шліфована), що контактує з вальницею і безпосередньо сприймає навантаження від останньої. Цапфа, котра розміщена на кінці вала (ще має назву шип) зазнає навантаження в поперечному до її осі напрямку й при осьовому напрямку зусилля має назву п'ята. Цапфу, що обертається і знаходиться в середній частині вала, часто називають шийка (шийка осі колісної пари). На відміну від шийки вала цапфа (шип) не зазнає осьового кручення, а працює лише на згин, осьовий стиск та зріз.
Цапфа є різновидом шипа, який призначений для забезпечення обертового руху. Шипи і шийки виконуються циліндричними, конічними, іноді сферичними; п'яти — кільцевими (з однією опорною площиною) іноді гребінчастим (з декількома опорними площинами). Конічна цапфа дозволяє регулювати зазор у вальниці ковзання, сферична допускає значне перекошування валу відносно вальниці. Якщо цапфа підтримується підшипником ковзання або її поверхня безпосередньо контактує з тілами кочення вальниці кочення, то для забезпечення зносостійкості поверхня цапфи повинна мати високу твердість і малу шорсткість.
В артилерії цапфа — кожний з двох невеликих циліндричних виступів на стволі гармати, який вставляють в особливе гніздо лафета. Призначається для закріплення ствола на лафеті й надання йому кутів піднесення (вертикального наведення). У бронзових і чавунних гармат цапфи становлять одне ціле з тілом (монолітні), у сталевих же гармат кінця XIX — початку XX століття цапфи розташовувалися в цапфовому кільці (у гарматах, сполучених муфтами — на останніх). На карронадах цапфи були відсутні: їх заміняло вухо в нижній частині ствола, через яке проходив вертлюг. У гарматах дуже великих калібрів цапфи замінялися особливими поясками на стволі, які входять у відповідні заглибини верхньої частини станин станка. На більшості сучасних гармат цапфи розташовуються на люльці, через них вона спирається на верхній станок.